# الموجة الأولى من الاستعمار الأوروبي

بدأت أول موجة استعمار أوروبية مع الفتح القشتالي لجزر الكناري، وشملت بشكل أساسي الاستعمار الأوروبي للأمريكتين، وقد تضمنت إنشاء مستعمرات أوروبية في الهند وفي منطقة جنوب شرق آسيا البحرية. خلال هذه الفترة، تركز الاهتمام الأوروبي في أفريقيا على إنشاء مراكز تجارية هناك، وخاصةً لتجارة الرقيق الأفريقية. انتهت الموجة بضم بريطانيا لمملكة كاندي عام 1815 وتأسيس مستعمرة سنغافورة عام 1819.
غالبًا ما تسمى الفترة الزمنية التي حدثت فيهاغالبية الموجة الأولى من الاستعمار الأوروبي عصر الاستكشاف. تُعرف الفترة الأخيرة من الاستعمار الأوروبي التي بدأت في أواخر القرن التاسع عشر وركزت على أفريقيا وآسيا، بفترة الإمبريالية الجديدة.

## دور الكنيسة
لعبت الحماسة الدينية دورًا كبيرًا في الأنشطة الإسبانية والبرتغالية الخارجية. كان البابا نفسه قوة سياسية لافتة (كما يتضح من سلطته عندما أمر بفتح قارات كاملة للاستعمار من قبل ملوك معينين)، فقد أرسلت الكنيسة مبشرين لتحويل الشعوب الأصلية في قارات أخرى إلى العقيدة الكاثوليكية. هكذا، منح البابويون الرومان الـ 1455 البابويين البرتغاليين جميع الأراضي خلف كيب بوجادور وسمحوا لهم باستعباد الوثنيين وغيرهم من أعداء المسيح.
في وقت لاحق، منح المرسوم البابوي رقم 1481 جميع الأراضي جنوب جزر الكناري إلى البرتغال، بينما أصدر البابا ألكساندر السادس المولود في إسبانيا في مايو من العام 1493 مرسومًا يقضي بأن تعطى جميع الأراضي الواقعة غرب خط الطول 100 في كيب فيردي لإسبانيا بينما تكون الأراضي الجديدة المكتشفة شرق هذا الخط ملكًا للبرتغال. فُصّلت هذه الترتيبات لاحقًا مع معاهدة تورديسيلاس عام 1494.

## التهديدات الأوروبية الشمالية للهيمنة الأيبيرية
لم يمض وقت طويل قبل أن تتحدى قوى أوروبية أخرى، خصوصًا هولندا وفرنسا وإنكلترا، السيطرة الأيبيرية على الأمريكتين.
اتخذ هذا التحدي بدايةً شكل غزوات من القطاع الخاص (مثل التي قادها فرانسيس دريك) على أساطيل الكنوز الإسبانية أو المستوطنات الساحلية، ولكن في وقت لاحق، بدأت بلدان شمال أوروبا بإنشاء مستوطنات خاصة بها في المناطق التي كانت خارج السيطرة الإسبانية، مثل ما يعرف الآن بالساحل الشرقي للولايات المتحدة وكندا، أو الجزر في منطقة البحر الكاريبي مثل أروبا ومارتينيك وبربادوس التي هجرها الإسبان إلى جزر أكبر أو إلى البر الرئيسي.
في حين أن الاستعمار الإسباني كان يقوم على التحول الديني واستغلال السكان المحليين، كان الاستعمار الأوروبي الشمالي مدعومًا في كثير من الأحيان من قبل الفارين من الاضطهاد الديني أو التعصب (كرحلة مايفلاورعلى سبيل المثال). لم يكن السعي للأرستقراطية أو نشر الإيمان الدافع وراء الهجرة، بل كان الدافع هو السعي نحو بدء حياة جديدة في مجتمع جديد، حيث ستكون الحياة صعبة ولكن يمكن للمرء أن يمارس معتقداته الدينية بحرّية. كانت حملات الهجرة الإنجليزية هي الأكثر اكتظاظًا بالسكان في القرن السابع عشر، وبعد سلسلة من الحروب مع الهولنديين والفرنسيين، هيمنت المستعمرات الإنجليزية في الخارج على الساحل الشرقي لأمريكا الشمالية، على الرغم من استقرار عدد أكبر من المهاجرين الإنجليز في جزر الهند الغربية.
ومع ذلك، فإن الإنجليز والفرنسيين والهولنديين لم يكونوا أقل سعيًا لجني الأرباح من الإسبان والبرتغاليين.على الرغم من شحّ المستعمرات البريطانية بالمعادن الثمينة التي وجدها الإسبان، لكنهم تاجروا بالسلع والمنتجات الأخرى التي يمكنهم جني أرباح هائلة عبر بيعها في أوروبا، وخاصة فراء كندا والتبغ والقطن المزروعين في فرجينيا والسكر في جزر الكاريبي والبرازيل، وهو ما كان سببًا إضافيًا لعبور المحيط الأطلسي. بسبب ندرة اليد العاملة من السكان الأصليين، كان على أصحاب المزارع البحث في مكان آخر عن القوى العاملة. هنا لجؤوا إلى تجارة الرقيق التي استمرت لقرون في غرب أفريقيا وبدؤوا بنقل البشر عبر المحيط الأطلسي على نطاق واسع -يقدر المؤرخون أن تجارة الرقيق في المحيط الأطلسي أحضرت ما بين 10- 12 مليون شخص إلى العالم الجديد. سرعان ما أصبحت جزر الكاريبي مأهولة بعبيد من أصل أفريقي، تحكمهم أقلية بيضاء من أصحاب المزارع المهتمين بجني ثروة ليصرفوها في أوروبا.

## دور الشركات في الاستعمار المبكر
كان الاستعمار الغربي يعمل منذ بدايته كمشروع مشترك بين القطاعين العام والخاص. موّل مستثمرون إيطاليون رحلات كولومبوس إلى الأمريكتين بشكل جزئي، لكن في حين حافظت الدولة الإسبانية على قيود صارمة على التجارة مع مستعمراتها (بموجب القانون، لم تتمكن المستعمرات من التجارة إلا مع مرفأ واحد محدد في البلد الأم وكانت الكنوز تعاد إليه بقوافل خاصة)، منح الإنجليز والفرنسيون والهولنديون امتيازات واحتكارات للشركات المساهمة.

## المستعمرات الأوروبية في الهند خلال موجة الاستعمار الأولى
عام 1498، وصل البرتغاليون إلى غوا. شهد التنافس بين القوى الأوروبية الحاكمة دخول الهولنديين والبريطانيين والفرنسيين والدنماركيين وغيرهم إلى خط المنافسة. استولى الأوروبيون تدريجيًا على الممالك المنهكة في الهند وسيطروا عليها بشكل غير مباشر عبر حكام صوريين كانوا يوجهونهم ويتحكمون بهم. عام 1600، وقّعت الملكة إليزابيث الأولى مرسومًا يؤسس شركة الهند الشرقية للتجارة مع الهند وشرق آسيا. نزل البريطانيون في الهند في سورت عام 1624. وبحلول القرن التاسع عشر، كانوا قد سيطروا بشكل مباشر وغير مباشر على معظم أنحاء الهند.

## السعي الاقتصادي وراء العبيد وكيفية معاملتهم
سعت إسبانيا والبرتغال إلى الاستفادة من الشعوب الأجنبية والسكان الأصليين خلال استعمار العالم الجديد. اعتُبر استخدام البرتغاليين والإسبان للرق في أمريكا اللاتينية عملًا مربحًا أدى في النهاية إلى تنمية داخلية وخارجية لاكتساب النفوذ الاقتصادي بأي ثمن. بدأت المساعي الاقتصادية للإمبراطوريتين الإسبانية والبرتغالية عصرَ تجارة الرقيق في المحيط الأطلسي.
في القرن الخامس عشر، حولت البرتغال انتباهها إلى تجارة الرقيق. أبحرت سفنهم من حدود الصحراء الغربية إلى كامل ساحل غرب أفريقيا. في بداية تجارة الرقيق في المحيط الأطلسي، يقدم مانويل باوتيستا بيريز، وهو تاجر رقيق برتغالي مرموق، نظرة ثاقبة على حجم تجارة العبيد ومعاملتهم. تاجر بيريز ورجاله بالرقيق فاشتروا الآلاف منهم من زعماء القبائل الأفريقية ونقلوهم عبر المحيط الأطلسي إلى أمريكا الجنوبية. على عكس الاعتقاد السائد، فإن تجار الرقيق البرتغاليين لم يأخذوا العبيد بالقوة. بحسب الوثائق التي كتبها مانويل بيريز، فإن العبيد كانوا متاحين فقط بشروط معينة. كان الشرط الأهم هو المقايضة «بالمواد أو السلع التي أرادها قادة القبائل وكانوا مهتمين بها». قُدمت سلعًا مثل الخبز والفحم والأحجار الكريمة والأسلحة النارية مقابل العبيد. علاوة على ذلك، لم يتنازل زعماء القبائل المحليون عن شعوبهم مقابل السلع المذكورة أعلاه، بل بادلوها بسجناء الحروب التي جرت بين القبائل، وبالمديونين والمجرمين.
أصبحت اليد العاملة في المستعمرات الإسبانية والبرتغالية شحيحة. بدأت الأمراض التي نقلها الأوروبيون وظروف العمل القسري بقتل السكان الأصليين بأعداد لا يمكن التغلب عليها. لذلك كان الإسبان والبرتغاليون ينظرون للعبيد كمشروع تجاري فرضه نقص العمالة. اضطر هؤلاء العبيد للعمل في وظائف مثل الزراعة واستخراج المعادن. وفقًا لديفيد إيلتيس، فإن المناطق التي يسيطر عليها الإسبان مثل المكسيك والبيرو وأجزاء كبيرة من أمريكا الوسطى تستخدم العمل السخرة في «أنشطة استخراج المعادن». عام 1494، وقّع البابا معاهدة تورديسياس، فمنح إسبانيا والبرتغال جزأين منفصلين من العالم. بسبب هذه المعاهدة، كانت البرتغال تحتكر الحصول على العبيد من أفريقيا. لكن إسبانيا كما البرتغال كانت تحتاج إلى القوى العاملة لمتابعة جني المكاسب الاقتصادية. هذا ما أعطى البرتغال عائدات أكبر. 
تشترك كل من إسبانيا والبرتغال بتاريخ مشابه فيما يتعلق بمعاملة العبيد في مستعمراتهم. كان الهدف هو إنشاء قوة عاملة من شأنها أن تحقق أكبر عائد اقتصادي ممكن والحفاظ عليها. إن الأعمال التجارية المربحة التي سعى إليها البرتغاليون على سواحل أفريقيا الغربية كانت بمثابة بداية لعصر استخدم فيه الإنسان، بأي ثمن، لاستخراج الثروة وتحقيقها.